# Nymphon altioculatum
Nymphon altioculatum är en havsspindelart som beskrevs av Möbius, K. 1902. Nymphon altioculatum ingår i släktet Nymphon och familjen Nymphonidae. Inga underarter finns listade i Catalogue of Life.